# Juan Manuel Moltedo
Juan Manuel Moltedo Firpo (Montevideo, 24 giugno 1974) è un ex cestista uruguaiano naturalizzato italiano.
Ricopriva il ruolo di guardia / ala piccola. Ha un'altezza di 200 cm e pesa di 95 kg.

## Carriera
Con l'Uruguay ha disputato due edizioni dei Campionati americani (1999, 2001).

## Record in Italia
- Punti - 48 contro Pesaro
- Tiri da due realizzati - 9 contro Pesaro
- Tiri da due tentati - 14 contro Pesaro
- Tiri da tre realizzati - 7  (2 volte)
- Tiri da tre tentati - 14 contro Pesaro
- Tiri liberi realizzati - 15 contro la Fortitudo Bologna
- Tiri liberi tentati - 17 (4 volte)
- Rimbalzi offensivi - 7 contro Torino
- Rimbalzi difensivi - 9 contro Roseto
- Rimbalzi totali - 12 contro Biella
- Assist - 7 contro Roseto
- Palle recuperate - 6 (3 volte)
- Schiacciate - 3 contro Trieste
- Minuti giocati - 46 contro Roseto